# ألكساندرا غورياكشينا

ألكساندرا غورياكشينا هي لاعبة شطرنج روسية وحاصلة على لقب أستاذ كبير،ولدت في 28 سبتمبر 1998.

## روابط خارجية
- ألكساندرا غورياكشينا على موقع الاتحاد الدولي للشطرنج (الإنجليزية)
- ألكساندرا غورياكشينا على موقع مباريات الشطرنج (الإنجليزية)
- ألكساندرا غورياكشينا على موقع 365Chess.com (الإنجليزية)
- ألكساندرا غورياكشينا على موقع Chesstempo.com (الإنجليزية)